# Понішовиці
Понішовиці (пол. Poniszowice) — село в Польщі, у гміні Рудзінець Гливицького повіту Сілезького воєводства.
Населення — 519 осіб (2011).
У 1975—1998 роках село належало до Катовицького воєводства.

## Демографія
Демографічна структура станом на 31 березня 2011 року:
|          | Загалом | Допрацездатний вік | Працездатний вік | Постпрацездатний вік |
| -------- | ------- | ------------------ | ---------------- | -------------------- |
| Чоловіки | 251     | 56                 | 162              | 33                   |
| Жінки    | 268     | 42                 | 161              | 65                   |
| Разом    | 519     | 98                 | 323              | 98                   |